# Avril 1860

## Événements

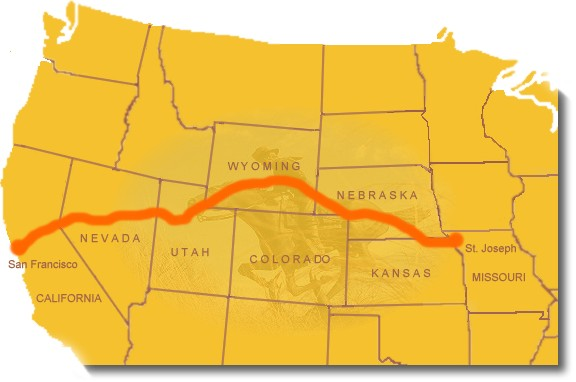
3 avril : Pony Express

- Manuel Felipe Tovar succède à José Tadeo Monagas comme président de la République du Venezuela. Monagas, soupçonné de vouloir vendre à une puissance étrangère la Guyane vénézuélienne, a été renversé par le général Castro, gouverneur de Carabobo.
- 3 avril : 
  - L’Église orthodoxe de Bulgarie se sépare du patriarcat de Constantinople. Sous l’action des laïcs qui insistent pour obtenir des évêques nationaux, se sont développées des tendances séparatistes au sein de l’Église orthodoxe contre la toute-puissance du patriarcat grec.
  - Le Pony Express relie Saint Joseph (Missouri) à Sacramento (Californie) en dix jours jusqu’en 1861. Six lignes de diligences couvrent en 26 jours la même distance.
- 15 - 16 avril : à la suite du traité de Turin, les populations concernées se prononcent par plébiscite en faveur du rattachement du comté de Nice à la France par 99,38 % des votants (160 non et 25 743 oui pour 15,54 % d'abstention).
- 22 avril, Brésil : inauguration de la ligne de chemin de fer Porto do Caixas-Cacheiora de Macacu (E.F. Catagallo)

- 22 et 23 avril : à la suite du traité de Turin, les populations concernées se prononcent par référendum en faveur de la réunion du duché de Savoie à la France par 99,82 % (235 non et 130 533 oui pour seulement 3,40 % d'abstention).

## Naissances
- 7 avril : Georges Ferdinand Bigot, peintre, illustrateur, caricaturiste et graveur français († 10 octobre 1927).
- 13 avril : James Ensor, peintre belge († 19 novembre 1949).
- 27 avril : Franz Winkelmeier, le géant de Friedburg-Lengau, autrichien de 2 mètres 58 († 1887).
- 29 avril : Lorado Taft, sculpteur américain († 30 octobre 1936).

## Décès
- 20 avril : Charles de Brouckère, homme politique belge (° 18 janvier 1796).